# Katchalsky (cráter)

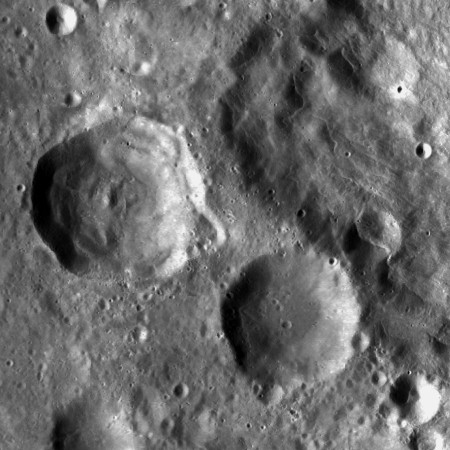
Fotografía de la misión Lunar Reconnaissance Orbiter

Katchalsky es un cráter de impacto que se encuentra en la cara oculta de la Luna. Se encuentra al sureste del cráter de mayor tamaño Lobachevskiy, y al oeste del prominente cráter King. A menos de medio diámetro del cráter al sureste de Katchalsky aparece el cráter Viviani.
Lleva el nombre del científico Aharon Katzir-Katchalsky.
|  |

El borde exterior de Katchalsky no es bastante circular, con protuberancias hacia el este y el norte, dándole un lado plano en el borde noreste. El borde no está marcadamente erosionado, y el interior contiene solo unos diminutos cráteres.